# Список народных артистов Армянской ССР

Звание Народный артист Армянской ССР учреждено 23 октября 1931 года. Ниже приведён список народных артистов Армянской ССР по годам присвоения звания.

## 1920-е

### 1923
- Алиханян, Исаак Семёнович (1876—1946), театральный режиссёр
- Тер-Давтян, Георгий Захарович (1850—1934), актёр театра

### 1926
- Спендиаров, Александр Афанасьевич (1871—1928), дирижёр, композитор

## 1930-е

### 1932
- Абелян, Ованес Артемьевич (1865—1936), актёр театра и кино

### 1933
- Папазян, Ваграм Камерович (1888—1968), актёр театра и кино[1] (впоследствии народный артист СССР — 1956)
- Тигранян, Никогайос Фаддеевич (1856—1951), пианист, композитор
- Харазян, Амо Гевондович (1880—1957), театральный режиссёр, актёр

### 1935
- Аветян, Григор Карапетович (1870—1946), актёр театра и кино
- Асмик (Акопян, Татьяна Степановна) (1879—1947), актриса театра
- Арменян, Армен Нуриджанович (1871—1965), актёр театра
- Бек-Назаров, Амбарцум Иванович (1892—1965), кинорежиссёр, киноактёр, сценарист
- Восканян, Арус Тиграновна (1889—1943), актриса театра
- Гулазян, Ольга Николаевна (1885—1970), актриса театра и кино
- Манвелян, Микаэл Георгиевич (1877—1944), актёр театра и кино, драматург

### 1938
- Аветисян, Авет Маркосович (1897—1971), актёр театра и кино (впоследствии народный артист СССР — 1962)
- Вагаршян, Вагарш Богданович (1894—1959), театральный режиссёр, актёр[2] (впоследствии народный артист СССР — 1954)
- Джанибекян, Гурген Джанибекович (1897—1978), актёр театра и кино[1] (впоследствии народный артист СССР — 1967)

### 1939
- Нерсесян, Рачия Нерсесович (1895—1961), актёр театра и кино (впоследствии народный артист СССР — 1956)
- Тальян, Шара Мкртычевич (1893—1965), оперный певец (тенор, баритон)

## 1940-е

### 1940
- Гулакян, Армен Карапетович (1899—1960), театральный режиссёр, актёр, драматург

### 1942
- Малян, Давид Мелкумович (1904—1976), актёр театра и кино, театральный режиссёр (впоследствии народный артист СССР — 1974)

### 1944
- Тавризиан, Михаил Арсеньевич (1907—1957), альтист, дирижёр (впоследствии народный артист СССР — 1956)

### 1945
- Аджемян, Вартан Мкртичевич (1905—1977), театральный режиссёр[1] (впоследствии народный артист СССР — 1965)
- Алтунян, Татул Тигранович (1901—1973), дирижёр (впоследствии народный артист СССР — 1965)
- Асламазян, Сергей Захарович (1897—1978), виолончелист
- Асрян, Арусь Арутюновна (1904—1987), актриса театра и кино[1] (впоследствии народная артистка СССР — 1972)
- Вартанян, Рузанна Тиграновна (1898—1957), актриса театра
- Воинова-Шиканян, Любовь Павловна (1909—1990), артист балета
- Карапетян, Ованес Левонович[арм.] (1914—1994), театральный режиссёр
- Кочарян, Сурен Акимович (1904—1979), артист эстрады[3]
- Саакян, Вагаршак Амбарцумович (1906—1978), певец
- Сараджев, Константин Соломонович (1877—1954), дирижёр
- Тер-Габриэлян, Авет Карпович (1899—1983), скрипач
- Тэриан, Микаэл Никитович (1905—1987), альтист, дирижёр

### 1947
- Америкян, Цолак Керопович (1887—1964), актёр театра
- Дурян-Арменян, Екатерина Михайловна (1885—1969), актриса театра
- Зорабян, Левон Богданович (1892—1969), актёр театра[4]
- Погосян, Давид Михайлович[арм.] (1911—2004), оперный певец (бас)
- Савельев-Дамурин, Василий Яковлевич[арм.] (1886—1965), оперный певец (драматический тенор)
- Сазандарян, Татевик Тиграновна (1916—1999), оперная певица (меццо-сопрано) (впоследствии народная артистка СССР — 1956)

### 1949
- Манучарян, Нина Николаевна (1885—1972), актриса театра и кино
- Мирзоян, Вардан Михайлович (1877—1968), актёр театра и кино, театральный режиссёр
- Шамирханян, Тигран Авакович (1899—1953), театральный режиссёр, актёр

## 1950-е

### 1950
- Авакян, Ованес Степанович (1900—1984), актёр театра и кино
- Амбарцумян, Эдуард Акопович[арм.] (1909—1978), актёр театра
- Буниатян, Ори Авакович[арм.]* (1895—1970), актёр театра и кино
- Вартанян, Валентин Тигранович (1900—1967), актёр театра и кино, театральный режиссёр
- Габриелян, Гурген Бахшиевич (1903—1956), актёр театра и кино, театральный режиссёр[5]
- Данзас, Гайк Христофорович[арм.] (1899—1977), актёр театра
- Данзас, Изабелла Григорьевна[арм.] (1903—1994), актриса театра
- Масчян, Анаит Акоповна (1900—1989), актриса театра и кино
- Седмар, Марианна Григорьевна[арм.] (1899—1958), оперная певица (меццо-сопрано)
- Судьбинин, Степан Михайлович (1899—?), театральный режиссёр, актёр
- Тавризиан, Русудана Леонидовна[арм.] (1910—2000), артистка балета

### 1953
- Ген (Шахназарян), Гурген Шахназарович[арм.] (1906—1980), актёр театра и кино
- Тер-Гевондян, Анушаван Григорьевич (1887—1961), дирижёр, композитор

### 1954
- Арзуманян, Аркадий Николаевич[арм.] (1898—1985), актёр театра и кино
- Будагян, Георгий Ервандович (1899—1978), дирижёр, композитор
- Гаспарян, Гоар Микаэловна (1924—2007), оперная певица (лирико-колоратурное сопрано) (впоследствии народная артистка СССР — 1956)
- Гулевич Зоя Николаевна[арм.] (1889—1971), актриса театра
- Каджар, Сурая Садраддин кызы (1910—1992), оперная певица (меццо-сопрано)
- Калантар, Левон Александрович (1891—1959), театральный режиссёр
- Карапетян, Александр Данилович (1892—1956), оперный и камерный певец (лирико-драматический тенор)
- Мкртчян, Шогик Овнановна[арм.] (1911—2000), певица
- Сарьян, Татевос Хачатурович (1903—1974), театральный режиссёр, актёр
- Тер-Абрамян, Арменак Ефремович[арм.] (1898—1987), оперный певец (тенор)
- Тер-Семёнов, Николай Георгиевич (1898—1960), актёр театра
- Худанян, Арусь Яковлевна (1897—1971), актриса театра

### 1955
- Долуханова, Зара Александровна (1918—2007), оперная и камерная певица (колоратурное меццо-сопрано)[6] (впоследствии  народная артистка СССР — 1990)
- Казарян, Аршавир Меликсетович[арм.] (1914—1995), актёр театра
- Хачатурян, Арам Ильич (1903—1978), дирижёр, композитор[7] (также народный артист СССР — 1954)

### 1956
- Арутюнян, Арцруни Мартиросович[арм.] (1910 —1994), актёр театра и кино
- Арутюнян, Гегам Степанович (1905—1988), актёр театра и кино
- Бжикян, Беник Павлович[арм.] (1900—1977), театральный режиссёр, актёр
- Габриелян, Галуст Георгиевич[арм.] (1905—1969), оперный певец (тенор)[5]
- Костанян, Мурад Константинович[арм.] (1902—1989), актёр театра и кино
- Малунцян, Михаил Моисеевич[арм.] (1903—1973), дирижёр
- Ованисян, Нар Михайлович (1913—1995), оперный певец (бас) (впоследствии народный артист СССР — 1964)
- Пашаян, Артавазд (Артур) Багратович (1910—1973), актёр театра[8]
- Петросян, Авак Гегамович (1912—2000), оперный певец (лирико-драматический тенор)
- Сантросян, Паруйр Ованесович[арм.] (1911—1976), актёр театра и кино
- Тер-Оганесян, Арам Артемьевич[арм.] (1886—1970), дирижёр
- Хачатрян, Тушик Константиновна[арм.] (1905—1978), оперная певица (лирико-колоратурное сопрано)
- Чарекян, Сурен Гаврилович (1901—1979), дирижёр

### 1959
- Амбарцумян, Офелия Карапетовна (1925—2016), певица
- Лазарева, Любовь Викторовна[арм.] (1909—1990), оперная певица (лирико-колоратурное сопрано)
- Мерангулян, Арам Арутюнович (1902—1967), дирижёр, композитор

## 1960-е

### 1960
- Бархударян, Сергей Васильевич (1887—1973), композитор
- Гюлзадян, Араксия Карапетовна[арм.] (1907—1980), певица
- Закарян, Каро Оганесович (1895—1967), дирижёр, композитор
- Степанян, Аро Левонович (1897—1966), композитор

### 1961
- Айдинян, Артур Михайлович[арм.] (1923—1997), оперный певец (тенор)[9]
- Акопян, Арутюн Амаякович (1918—2005), артист эстрады, киноактёр[10] (впоследствии народный артист СССР — 1982)
- Багдасарян, Арев Григоровна (1918—1994), певица, танцовщица
- Бадалян, Ованес Амбарцумович[арм.] (1924—2001), певец (тенор)
- Егиазарян, Григорий Егиазарович (1908—1988), композитор (впоследствии народный артист СССР — 1977)
- Ерамян, Астхик Мисаковна[арм.] (1897—1979), актриса театра
- Еркат, Мигран Арменакович (1921—1986), оперный певец (баритон)[1] (впоследствии народный артист СССР — 1977)
- Кошян, Лусик Георгиевна[арм.] (1921—1984), певица
- Лабунская, Олимпиада Валентиновна (1898—1977), актриса театра[3]
- Мадоян, Левон Манукович[арм.] (1909—1964), дудукист
- Мкртумян, Анаит Агабековна[арм.] (1904—1970), актриса театра
- Нерсесян, Бабкен Погосович (1917—1986), актёр театра[8] (впоследствии народный артист СССР — 1972)
- Паноян, Вруйр Мартиросович[арм.] (1907—1977), актёр театра[8]
- Сейранян, Согомон Гавриилович[арм.] (1907—1974), тарист
- Хажакян, Гаруш Хачатурович (1913—1980), актёр театра и кино
- Хачикян, Евгения Сергеевна[арм.] (1915—1991), оперная певица (лирико-драматическое сопрано)

### 1962
- Аразян, Амалия Артёмовна[арм.] (1912—2005), актриса театра и кино
- Арутюнян, Александр Григорьевич (1920—2012), пианист, композитор[11] (впоследствии народный артист СССР — 1970)
- Бабаджанян, Арно Арутюнович (1921—1983), пианист, композитор[12] (впоследствии народный артист СССР — 1971)
- Степанян, Вардуш Хачатуровна[арм.] (1901—1987), актриса театра
- Тагизаде-Гаджибеков, Ниязи Зульфугар оглы (1912—1984), дирижёр, композитор[13] (также народный артист СССР — 1959)

### 1963
- Григорян, Мария Иосифовна (Жасмен) (1894—1978), актриса театра
- Григорян, Тереза Грачьевна[арм.] (1923—2004), артистка балета
- Давидян, Рафаэль Рубенович (1923—1997), скрипач
- Кеворков, Степан Агабекович (1903—1991), кинорежиссёр, киноактёр (впоследствии народный артист СССР — 1970)
- Минасян, Сильва Аршавировна[арм.] (1926—2000), артистка балета
- Мирзоян, Эдвард Михайлович (1921—2012), композитор[14] (впоследствии народный артист СССР — 1981)
- Семанова, Людмила Викторовна (р. 1928), артистка балета
- Талалян, Генрих Семёнович[арм.] (1922—1972), альтист
- Ханамирян, Вануш Герасимович[арм.] (1927—2011), танцор, хореограф

### 1964
- Айвазян, Артемий Сергеевич (1902—1975), композитор[9][10]
- Амирбекян, Арам Бегларович[арм.] (1891—1971), актёр театра и кино
- Амирбекян, Дори Бегларович[арм.] (1905—1983), актёр театра и кино
- Бжикян, Фердинанд Павлович[арм.] (1905—1969), театральный режиссёр, актёр
- Кзартмян, Эдуард Герасимович[арм.] (1895—1976), композитор
- Сагаруни, Ерванд Иванович[арм.] (1894—1967), композитор

### 1965
- Александрян, Александр Александрович[арм.] (1889—1978), композитор
- Арцрунян, Карапет Тигранович[арм.] (1907—1989), актёр театра
- Вардересян, Вардуи Карапетовна (1928—2015), актриса театра и кино (впоследствии народный артист СССР — 1988)
- Дилакян, Татул Иванович[арм.] (1913—1975), актёр театра и кино, эстрадный певец
- Мазманян, Мартын Саркисович[арм.] (1900—1987), дирижёр, композитор
- Манукян, Эдуард Ваанович[арм.] (1908—1993), балетмейстер
- Симонян, Метаксия Миграновна (1926—1987), актриса театра и кино (впоследствии народная артистка СССР — 1981)
- Товмасян, Жанна Аркадьевна[арм.] (1912—2000), актриса театра и кино
- Шеренц, Азат Арменакович (1913—1993), актёр театра и кино
- Элоян, Жан Седракович (1912—1984), актёр театра

### 1966
- Ай-Артян, Арташес Татевосович (1899—1978), кинорежиссёр, сценарист
- Арзуманян, Владимир Аршакович[арм.] (1900—1968), артист цирка[15]
- Капланян, Рачья Никитович (1923—1988), театральный режиссёр, актёр (впоследствии народный артист СССР — 1971)
- Карамян, Эразм Александрович (1912—1985), кинорежиссёр (впоследствии народный артист СССР — 1971)
- Маргуни, Вагинак Хачатурович (1909—1987), актёр театра и кино

### 1967
- Аваси (Маркосян, Арменак Парсамович) (1895—1978), ашуг, музыкант, композитор
- Адамян, Гурген Левонович[арм.] (1911—1987), виолончелист, композитор
- Азнавурян, Арусь Михайловна[арм.] (1904—1989), актриса театра и кино
- Акопян, Гурген Александрович[арм.] (1907—1977), актёр театра
- Алавердян, Сирана Александровна[арм.] (1904—1984), актриса театра
- Андриасян, Алла Георгиевна[арм.] (1917—2003), актриса театра
- Арбатов, Илья Ильич[арм.] (1894—1967), артист балета, балетмейстер
- Ашугян, Георгий Александрович (1911—2006), актёр театра и кино
- Галачян, Гоар Амбарцумовна[арм.] (1923—2008), оперная певица (меццо-сопрано)
- Галстян, Вилен Шмавонович[арм.] (1941—2021), артист балета, балетмейстер
- Галстян, Сергей Артёмович[арм.] (1924—2001), оперный певец (лирический баритон)
- Геворкян, Перч Еремович[арм.](1913—1977), актёр театра и кино
- Дадалян, Ашот Айрапетович (1907—1989), ашуг, музыкант, композитор
- Даниелян, Сергей Петрович[арм.] (1929—2009), оперный певец (тенор)
- Дурян, Оган Хачатурович (1922—2011), дирижёр, композитор
- Егорова, Нина Ивановна[арм.] (р. 1926), актриса театра
- Еланян, Фрунзе Межанович[арм.] (1928—2007), артист балета, балетмейстер
- Карагезян, Маис Григорьевич[арм.] (1931—1999), актёр театра и кино
- Карапетян, Аршавир Гарегинович[арм.] (1929—1987), оперный певец (баритон)
- Котикян, Арман Ананиевич (1896—1968), актёр театра и кино
- Мартиросян, Амасий Петрович (1897—1971), кинорежиссёр, киноактёр
- Мартиросян, Маруся Сааковна[арм.] (1924—2003), актриса театра
- Мирзоян, Гурген Левонович[арм.] (1911—1975), кяманчист
- Саркисян, Шаген Егиазарович[арм.] (1909—1990), ашуг
- Симонян, Мария Назаровна[арм.] (1919—1990), актриса театра и кино
- Тонунц, Гурген Ованесович (1922—1997), актёр театра и кино
- Тутунджян, Арминэ Миграновна (1921—2011), оперная певица (лирическое сопрано)
- Хачванкян, Карп Михайлович[арм.] (1923—1998), актёр театра и кино, театральный режиссёр
- Чекиджян, Оганес Арутюнович (р. 1928), дирижёр, композитор[16] (впоследствии народный артист СССР — 1978)

### 1969
- Абрамян, Хорен Бабкенович (1930—2004), актёр театра и кино, театральный режиссёр (впоследствии народный артист СССР — 1980)
- Довлатян, Фрунзе Вагинакович (1927—1997), актёр театра и кино, кинорежиссёр[17] (впоследствии народный артист СССР — 1983)

## 1970-е

### 1971
- Арзуманян, Арташес Николаевич[арм.] (1898—1985), актёр театра
- Енгибаров, Леонид Георгиевич (1935—1972), артист цирка
- Исаакян-Серебряков, Степан Исаакович (1919—2017), артист цирка
- Мкртчян, Фрунзик Мушегович (1930—1993), актёр театра и кино, театральный режиссёр (впоследствии народный артист СССР — 1984)
- Тер-Мергерян, Жан Ервандович (1935—2015), скрипач

### 1972
- Закарян, Лусине Абетовна (1937—1992), оперная певица (лирическое сопрано)
- Оганесян, Эдгар Сергеевич (1930—1998), композитор (впоследствии народный артист СССР — 1986)
- Саркисян, Сос Арташесович (1929—2013), актёр театра и кино (впоследствии народный артист СССР — 1985)
- Сарьян, Лазарь Мартиросович (1920—1998), композитор (впоследствии народный артист СССР — 1991)

### 1974
- Амиранашвили, Пётр Варламович (1907—1976), оперный певец (баритон) (также народный артист СССР — 1950)
- Бохян, Нина Сергеевна[арм.] (1915—2002), актриса театра
- Колесниченко, Юлия Денисовна (1923—?), актриса театра
- Мелик-Авакян, Григорий Георгиевич (1920—1994), кинорежиссёр
- Орбелян, Константин Агапаронович (1928—2014), дирижёр, композитор (впоследствии народный артист СССР — 1979)

### 1975
- Варданян, Эмма Серобовна[арм.] (1921—2009), актриса театра и кино
- Ерзинкян, Юрий Арамаисович (1922—1996), кинорежиссёр

### 1976
- Айрапетян, Юрий Суренович (1933—2021), пианист
- Вагаршян, Лаэрт Вагаршевич (1922—2000), кинорежиссёр
- Катанян, Арам Григорьевич (1926—1998), дирижёр
- Миракян, Ваган Оникович[арм.] (1936—2014), оперный певец (тенор)
- Овнанян, Белла Огсеновна[арм.] (р. 1935), артистка балета, балетмейстер

### 1977
- Арутюнян, Анжелика Ервандовна[арм.] (1926—2004), оперная певица (лирическое сопрано)
- Ачемян, Геворк Вардгесович (1923—1998), скрипач
- Джигарханян, Армен Борисович (1935—2020), актёр театра и кино[18] (впоследствии народный артист СССР — 1985)
- Джинанян, Грачуи Арутюновна[арм.] (1919—2012), актриса театра
- Малян, Генрих Суренович (1925—1988), театральный и кинорежиссёр, сценарист (впоследствии народный артист СССР — 1982)
- Овсепян, Ваче Арташесович[арм.] (1925—1978), дудукист
- Тер-Восканян, Яков Мкртычевич[арм.] (1924—1993), дирижёр

### 1978
- Абрамян, Левон Абрамович (1910—1988), актёр театра и кино
- Баласанян, Маргарита Джалаловна[арм.] (1927—2007), актриса театра
- Галоян, Овак Гарникович[арм.] (1924—1992), актёр театра и кино
- Гаспарян, Дживан Арамаисович (1928—2021), композитор, дудукист
- Григорян, Александр Самсонович (1936—2017), театральный режиссёр
- Григорян, Владимир Яковлевич[арм.] (1925—2017), актёр театра и кино
- Камалян, Астхик Аршаковна[арм.] (1926—1991), певица
- Матевосян, Рубен Мацакович (р. 1941), композитор
- Мнацаканян, Эльвира Гургеновна[арм.] (р. 1944), артистка балета, балетмейстер
- Мурадян, Маргарита Григорьевна (1927—2016), актриса театра и кино
- Овсепян, Сет Михайлович[арм.] (1907—1990), актёр театра
- Оганесян, Лилия[арм.] (1932—1998), актриса театра и кино
- Оганесян, Люся Ивановна[арм.] (1926—1993), актриса театра и кино
- Узунян, Эльвира Григорьевна[арм.] (1934—2025), оперная певица (лирическое сопрано), киноактриса
- Ханларова, Зейнаб Яхья кызы (р. 1936), оперная певица (впоследствии народная артистка СССР — 1980)
- Элбакян, Эдгар Георгиевич (1927—1988), актёр театра и кино

### 1979
- Даушвили, Котэ Давидович (1909—1980), актёр театра и кино
- Магалашвили, Эдишер Георгиевич (1925—2005), актёр театра и кино
- Мангасарян, Рафаэль Арамович[арм.] (1927—1997), дирижёр
- Татинцян, Завен Тигранович[арм.] (1926—2005), театральный режиссёр
- Чиаурели, Софико Михайловна (1937—2008), актриса театра и кино

## 1980-е

### 1980
- Абрамян, Медея Вартановна (1932—2021), виолончелистка
- Агаронян, Рубен Микаэлович (р. 1947), скрипач[10]
- Гарибян, Азат Торгомович[арм.] (1923—1988), артист балета, балетмейстер
- Гарибян, Ишхан Артурович[арм.] (1924—2004), актёр театра и кино
- Манукян, Гуж Александрович (1937—2025), актёр театра и кино
- Тухикян, Левон Семенович[арм.] (1931—2009), актёр театра и кино, театральный режиссёр

### 1982
- Аветисян, Офелия Александровна[арм.] (1923—?), театральный режиссёр
- Хачатрян, Вардуи Карапетовна[арм.] (1927—2015), оперная певица (меццо-сопрано)
- Цатурян, Эмма Агабековна[арм.] (1920—1996), дирижёр

### 1984
- Абаджян, Владимир Амвросьевич (1927—2013), актёр театра и кино
- Аветисян, Хачатур Мехакович (1926—1996), композитор[19]
- Аджемян, Александр Вартанович[арм.] (1925—1987), композитор
- Алавердян, Генрих Карпович[арм.] (1935—1989), оперный певец (бас), киноактёр
- Амамджян, Милена Амаяковна[арм.] (1922—1999), актриса театра и кино
- Асланян, Геворг Фаддевич[арм.] (1908—1988), актёр театра и кино
- Габаян, Ольга Александровна[арм.] (р. 1940), оперная певица (меццо-сопрано)
- Давтян, Юрий Гайкович[арм.] (1929—2020), дирижёр
- Диванян, Оганес Мартиросович[арм.] (р. 1952), артист балета, хореограф
- Левонян, Тигран Левонович[арм.] (1936—2004), оперный певец (тенор), киноактёр
- Мириджанян, Верджалуйс Карповна (1916—1992), актриса театра и кино
- Навасардян, Светлана Оганесовна (р. 1946), пианистка
- Оганесян, Елена Сергеевна[арм.] (1926—2014), актриса театра и кино
- Петросян, Нонна Ивановна (1937—1993), актриса театра и кино
- Тадевосян, Эдуард Зограбович[арм.] (р. 1947), скрипач
- Тертерян, Авет Рубенович (1929—1994), композитор (впоследствии народный артист СССР — 1991)
- Хостикян, Армен Мисакович (1929—2003), актёр театра и кино

### 1985
- Акопян, Георгий Михайлович[арм.] (1917—1996), актёр театра
- Арменян, Геворг Арташесович (1920—2005), композитор
- Арутюнян, Вираб Амаякович[арм.] (1916—1998), актёр театра
- Григорян, Гегам Миронович (1951—2016), оперный певец (тенор)
- Ехшатян, Ваграм Ашотович[арм.] (1918—2008), актёр театра
- Оганесян, Сурен Ильич[арм.] (1914—1986), актёр театра
- Панахова, Амалия Алиш кызы (1945—2018), актриса театра и кино
- Сатунц, Арам Мовсесович (1913—1990), дирижёр, композитор

### 1986
- Атабекян, Анжела[арм.] (р. 1938), канонистка
- Газазян, Арпик Ованесовна[арм.] (1919—1987), актриса театра
- Маркосян, Карлос Гайкович[арм.] (1915—2002), артист оперетты, киноактёр
- Меджинян, Артём Маргарович[арм.] (1913—1998), кяманчист
- Хачатрян, Альберт Лорисович[арм.] (1935—2020), оперный певец (баритон)
- Шлепчян, Нара Суреновна[арм.] (р. 1935), диктор телевидения

### 1987
- Амирханян, Роберт Бабкенович (р. 1939), композитор
- Геворкян, Виолетта Георгиевна (1944—2024), актриса театра и кино
- Григорян, Светлана Рубеновна (1930—2014), актриса театра
- Исраелян, Сергей Хоренович (1937—2003), кинорежиссёр, кинооператор, сценарист
- Лисициан, Карина Павловна (р. 1938), оперная певица (меццо-сопрано)
- Лисициан, Рузанна Павловна (р. 1945), оперная певица (сопрано)
- Мсрян, Владимир Иванович (1938—2010), актёр театра и кино
- Талалян, Геронтий Семёнович[арм.] (1926—2000), виолончелист

### 1989
- Абелян, Арташес Лазаревич[арм.] (1932—2003), актёр театра и кино
- Пашинян, Елена Мацаковна[арм.] (1931—1995), актриса театра
- Спиваков, Владимир Теодорович (р. 1944), скрипач, дирижёр (впоследствии народный артист СССР — 1990)

## 1990-е

### 1990
- Ахинян, Григор Мушегович (1926—1991), композитор
- Еремян, Айкануш Галустовна[арм.] (1916—2003), актриса театра и кино
- Мансурян, Тигран Егиаевич (р. 1939), композитор
- Овчиян, Вениамин Афанасьевич[арм.] (1919—2005), актёр театра
- Параджанов, Сергей Иосифович (1924—1990), кинорежиссёр

## Год присвоения звания не установлен
- Бейлерян, Гайк Ованесович[арм.] (1897—1972), актёр театра
- Грикуров, Иван Григорьевич (1912—1996), актёр театра